# Teodot al II-lea al Constantinopolului
Teodot al II-lea, cunoscut și sub numele de Teodosie, (în greacă Θεόδοτος sau Θεοδόσιος, transliterat: Theodotos sau Theodosios; n. anii 1070 – d. 1153) a fost un cleric ortodox grec din secolul al XII-lea care a slujit ca patriarh ecumenic al Constantinopolului din 1151 până în 1153.

## Biografie
Teodot a fost stareț al Mănăstirii „Învierea Domnului” din Constantinopol. A fost ales patriarh al Constantinopolului în martie-aprilie 1151, sau, după alte surse, în aprilie 1152 în timpul domniei împăratului bizantin Manuel I Comnen (1143-1180). Istoricul contemporan grec Ioan Kinnamos menționează că Teodot „era obișnuit cu disciplina ascetică”.
Durata patriarhatului său variază de la un autor la altul: 2 ani (majoritatea autorilor), 2 ani și 6 luni (manuscrisul grecesc Parisinus 880 din Paris, consultat de Charles du Fresne, sieur du Cange) și 3 ani (Matei Cigalas și Filip de Novara). Surse mai recente menționează că patriarhul Teodot al II-lea a păstorit în perioada aprilie 1151 – august 1153 (Dictionnaire de théologie catholique) sau în perioada primăvara anului 1151 – 1153 (listele lui Karl Krumbacher). Din coroborarea informațiilor incluse în toate aceste surse istorice, teologul și bizantinologul francez Venance Grumel (secretar al Revue des études byzantines și autor al unei cronologii a patriarhilor de Constantinopol) consideră că durata patriarhatelor lui Teodot al II-lea și Neofit I ar fi de maxim 3 ani și 6 luni, între martie-aprilie 1151 (moartea lui Nicolae al IV-lea, predecesorul lui Teodot) și noiembrie 1154 (urcarea pe tron a lui Constantin al IV-lea, succesorul lui Neofit).
Teodot a slujit doi ani (între un an și șase luni și doi ani și șase luni, potrivit lui Grumel) ca patriarh al Constantinopolului, timp în care nu au avut loc evenimente importante, și a murit în funcție cândva între octombrie 1153 și octombrie 1154. Gheorghe Tornikis, care era atunci hypomnematographos (cancelar patriarhal) și a devenit ulterior mitropolit al Efesului (1155-1156), consemnează într-o scrisoare către Gheorghe Bourtzis, viitorul mitropolit al Atenei (1156/7), că a fost aproape linșat de „mulțimea sălbatică a clerului Bisericii „Sfânta Sofia” atunci când s-a opus planului lor de a economisi bani la înmormântarea lui Teodot. Refuzul clerului constantinopolitan de a organiza o ceremonie funerară de stat potrivită rangului înaltului ierarh s-ar fi datorat acuzației că patriarhul ar fi fost bogomil, acuzație adusă de diaconul Sotirihos Panteugenos, ulterior patriarh ales al Antiohiei (1156-1157), care a folosit „mâna neagră și încrețită” a răposatului Teodot ca dovadă a ereziei sale.